# Église de la Nativité-de-la-Mère-de-Dieu de Sremska Kamenica
Pour les articles homonymes, voir Église de la Nativité.
L'église de la Nativité-de-la-Mère-de-Dieu de Sremska Kamenica (en serbe cyrillique : Црква Рођења Пресвете Богородице у Сремској Каменици ; en serbe latin :  Crkva Rođenja Presvete Bogorodice u Sremskoj Kamenici) est une église orthodoxe serbe située à Sremska Kamenica en Serbie, dans la municipalité de Petrovaradin et sur le territoire de la ville de Novi Sad. Construite entre 1737 et 1758, elle est inscrite sur la liste des monuments culturels de grande importance de la république de Serbie (identifiant no SK 1137).

## Présentation

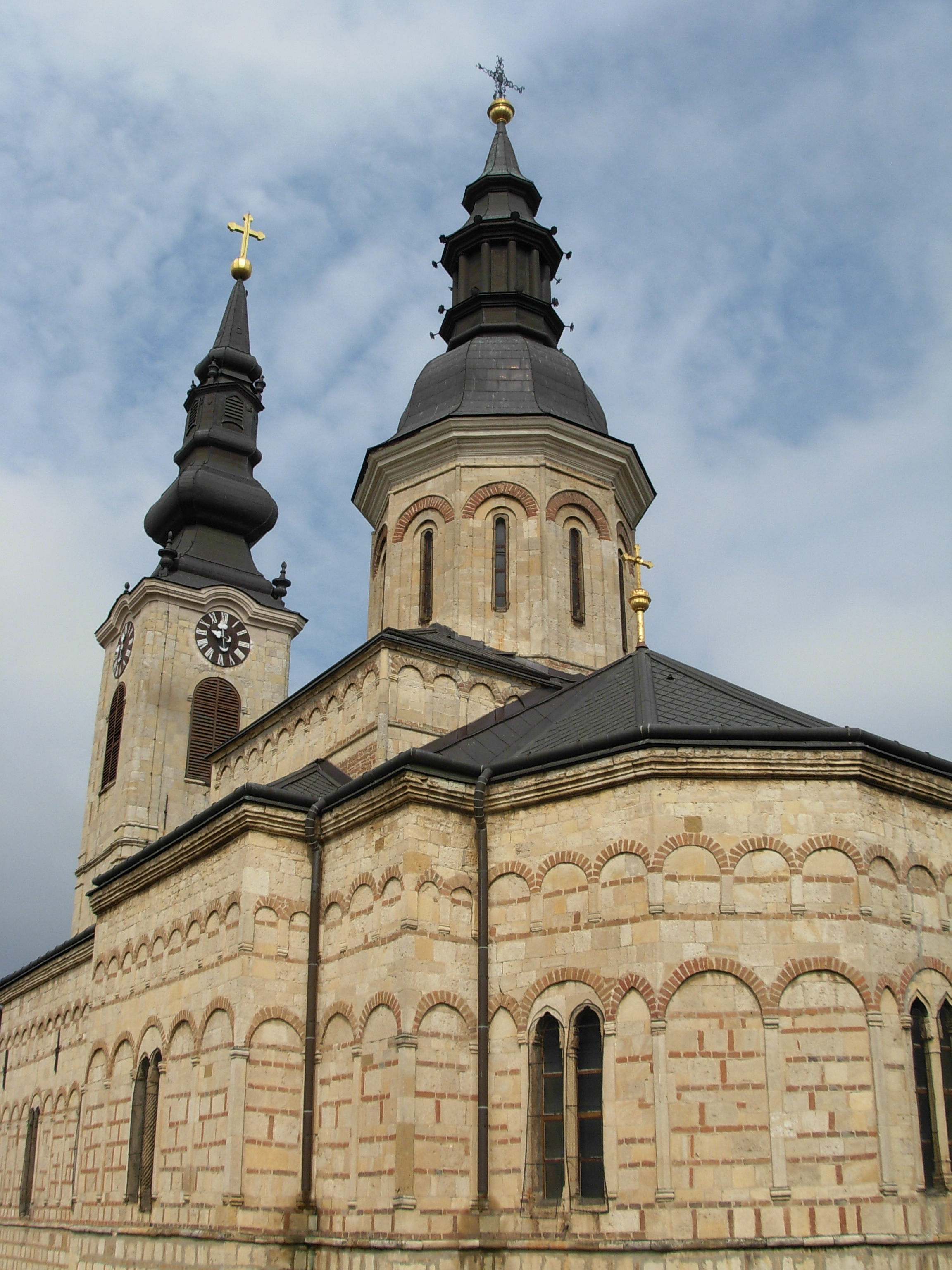
Autre vue de l'église

L'église a été construite entre 1737 et 1758 dans l'esprit de l'architecture traditionnelle serbe avec des éléments baroques.
L'édifice est doté d'une nef unique voûtée en berceau avec deux saillies peu profondes de part et d'autre du chœur. Il se termine par une grande abside. À l'extérieur, la partie du chœur est dominée par un dôme reposant sur un tambour carré. Les façades sont constituées d'une alternance de briques et de pierres et rythmées par des arcatures aveugles inégales. La façade occidentale, construite au milieu du XVIIIe siècle, est constituée de trois niveaux et surmontée par un clocher à bulbe de style baroque. L'entrée principale y est précédée d'un vaste portique.

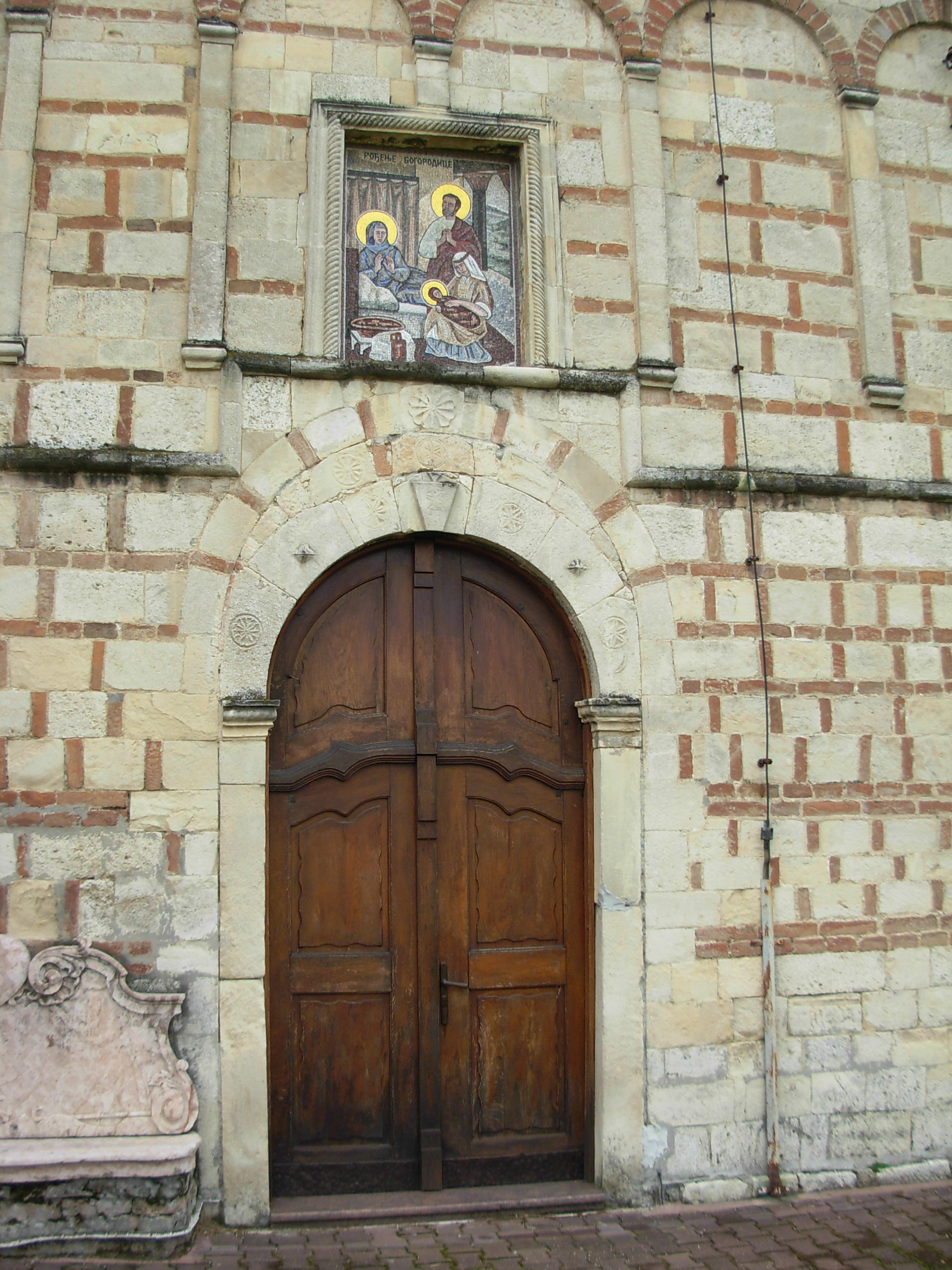
L'entrée latérale de l'église

L'iconostase originelle date de 1753 et les fresques de l'abside remontent à 1754 ; elles ont été peintes par Jov Vasilijevič et Vasilije Ostojić, qui ont essayé de marier l'iconographie orthodoxe traditionnelle avec des couleurs et des perspectives baroques. Une autre iconostase a été sculptée la fin du XVIIIe siècle dans un style rococo et peinte par Stefan Gavrilović en 1802. L'église de Kamenica abrite également une icône représentant l'Archange Saint Michel et peinte par Stevan Todorović en 1856.
Des travaux de restauration ont été entrepris en 1968–1969, 1994 et 1996.

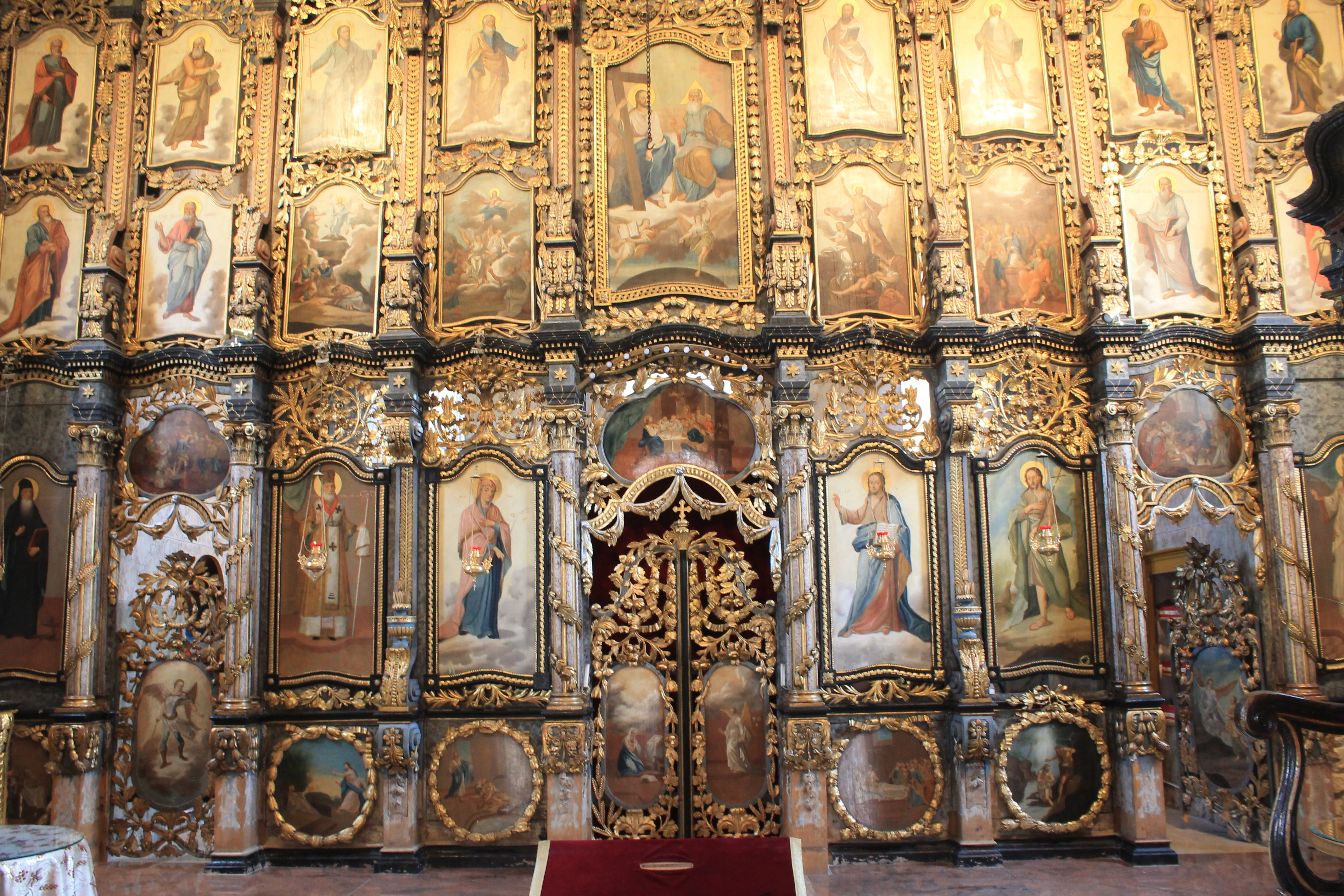
L'iconostase de l'église.